# Apple Studios
Apple Studios é uma produtora e distribuidora audiovisual estadunidense subsidiária a Apple Inc. Ela é especializada no desenvolvimento e produção de séries de televisão e filmes ao serviço de streaming de vídeo digital da Apple, Apple TV+.

## História
Em outubro de 2019, o The Hollywood Reporter informou que a Apple Inc. estava lançando sua própria produtora, supervisionada por Zack Van Amburg e Jamie Erlicht, para produzir conteúdo original de televisão e filme para Apple TV+.